# Уаимакарири (округ)
Уаимакари́ри (маори Waimakariri) — округ местного самоуправления, один из 10 округов региона Кентербери, расположенный на восточном побережье Южного острова Новой Зеландии. Округ назван в честь реки Уаимакарири, которая протекает по южной границе округа и отделяет его от города Крайстчерч и округа Селуин. В переводе с языка маори название означает «холодная река». На севере округ граничит с округом Хурунуи, а на востоке — с Тихим океаном. Округ был основан 1 апреля 1989 года в результате слияния округа Рангиора и округа Эйр. Площадь округа составляет 857 квадратных миль (2220 км2).
По данным переписи 2006 года, население округа составляло 42 834 человека, что на 16,08 % больше, чем в 2001 году и на 32,42 % больше, чем в 1996 году. По состоянию на июнь 2020 года по предварительным оценкам ожидалось, что в округе будут проживать около 64 700 человек.
По состоянию на июль 2021 года мэром округа являлся Дэн Гордон, победивший на выборах 2019 года.

## Расположение округа Уаимакарири
Округ Уаимакарири расположен к северу от реки Уаимакарири в Северном Кентербери. Округ занимает около 225 000 га и простирается от залива Пегасус на востоке до хребта Пукетераки на западе. На севере он граничит с округом Хурунуи.
Основные городские районы — Рангиора и Каиапои, которые находятся соответственно, примерно в 30 и 20 минутах езды на автомобиле от центра Крайстчерча. Основные крупные города округа: Рангиора (центр округа), Каиапои, Вуденд и Оксфорд. Посёлки округа Уаимакарири: Сваннаноа, Каст, Охока, Уаикуку, Сефтон, Лобурн. Строится новый город, Пегасус.

## История
В доевропейские времена на территории, которую сейчас занимает округ Уаимакарири, существовало несколько важных поселений племени Нгаи Таху. Центром Нгаи Таху был па Тауракаутахи, известный ныне как Каиапои. Сегодня хапу Нгаи Туахурири находится в Туахиви, к северу от Каиапои. Люди, которые считают себя потомками новозеландских маори, в настоящее время составляют 8,5 % населения округа, и большинство из них проживает в восточной части округа.
В первые годы европейской колонизации Каиапои развивался как речной порт. Рангиора была главным рыночным городом района, а развитие Оксфорда было основано на лесозаготовках. В последние годы роль основных городских районов округа изменилась, в основном в результате быстрого роста населения.
В колониальную эпоху этот район также был известен как Куртеней (англ. Courtenay), но в конечном итоге возобладало маорийское название Уаимакарири. Сегодня посёлок Куртеней является частью округа Селуин. Название Уаимакарири переводится с языка маори как «холодная вода», имея в виду талые источники реки в Южных Альпах.
Европейское поселение сосредоточилось на плодородных почвах равнин. До середины XX века здесь преобладало экстенсивное земледелие и скотоводство. В последнее время всё большее значение приобретают садоводство и лесное хозяйство. Сегодня около 11 % рабочей силы округа занято в сельском хозяйстве, лесоводстве и рыболовстве.

## Демография
Население округа Уаимакарири составляет около 64 700 человек (по состоянию на июнь 2020 года). В округе наблюдается быстрый рост населения, который, по прогнозам, будет продолжаться. Несмотря на быстрый рост, Уаимакарири сохранил свой провинциальный характер, и большая часть жителей принимает участие в деятельности широкого круга общественных и культурных организаций.
По данным переписи населения Новой Зеландии 2018 года, население округа Уаимакарири составляло 59 502 человека, что на 9513 человек (19,0 %) больше, чем по данным переписи 2013 года, и на 16 668 человек (38,9 %) больше, чем по данным переписи 2006 года. Насчитывалось 22 026 домохозяйств. Мужчин — 29 247, женщин — 30 258, что даёт соотношение полов 0,97 мужчины на одну женщину. Из общей численности населения 11 412 человек (19,2 %) были в возрасте до 15 лет, 9675 (16,3 %) — от 15 до 29 лет, 27 174 (45,7 %) — от 30 до 64 лет и 11 241 (18,9 %) — в возрасте 65 лет и старше.
По этнической принадлежности 92,9 % населения составляли европейцы, 8,6 % маори, 1,4 % выходцы из Тихоокеанского региона, 2,9 % азиаты и 1,8 % других национальностей (в сумме получается более 100 %, поскольку люди могли идентифицировать себя с несколькими этническими группами). В округе Уаимакарири проживает самая высокая доля европейцев (92,9 %) среди всех территориальных субъектов Новой Зеландии.
Доля людей, родившихся за границей, составила 17,6 % по сравнению с 27,1 % в целом по стране.
Хотя некоторые люди возражали против указания своей религии, 53,9 % не исповедовали никакой религии, 36,0 % были христианами, а 2,6 % исповедовали другие религии.
Из тех, кто был старше 15 лет, 7080 (14,7 %) человек имели степень бакалавра или выше, а 10 050 (20,9 %) человек не имели формальной квалификации. Средний ежегодный доход составлял 33 600 новозеландских долларов. Статус занятости лиц в возрасте старше 15 лет был следующим: 23 925 (49,8 %) человек были заняты полный рабочий день, 7806 (16,2 %) — неполный рабочий день и 1305 (2,7 %) были безработными.

## Городские районы и поселения
В округе Уаимакарири пять городов с населением более 1000 человек. Вместе в них проживает 63,1 % населения округа.
| Город    | Население (июнь 2020) | % населения округа |
| -------- | --------------------- | ------------------ |
| Рангиора | 19 250                | 29,8 %             |
| Каиапои  | 12 850                | 19,9 %             |
| Пегасус  | 3360                  | 5,2 %              |
| Вуденд   | 2970                  | 4,6 %              |
| Оксфорд  | 2370                  | 3,7 %              |

Населённые пункты округа:

| - Административный район Каиапои—Вуденд: - Участок Каиапои—Туахиви: - Кларквиль - Каиапои - Каираки - Охапуку - Пайнс-Бич - Флекстон - Туахиви - Участок Вуденд—Сефтон: - Колдстрим - Пегасус - Солтуотер-Крик - Сефтон - Уаикуку - Уаикуку-Бич - Вуденд - Вуденд-Бич | - Административный район Оксфорд—Охока: - Участок Охока—Сваннаноа: - Эйретон - Эйревелл-Форест - Мандевиль-Норт - Охока - Сваннаноа - Уэст-Эйретон - Уэзерал - Уилсонс-Сайдинг - Участок Оксфорд: - Эшли-Форест - Эшли-Гордж - Беннеттс - Бексли - Бернт-Хилл - Карлтон - Куперс-Крик - Гамманс-Крик - Гленберн - Глентуи - Хорреллвиль - Лис-Вэлли - Оксфорд - Окуку-Рейндж - Рокфорд - Старвейшн-Хилл - Те-Уоррен - Вью-Хилл - Окуку-Хиллс | - Административный район Рангиора—Эшли: - Участок Эшли: - Эшли - Лоберн - Лоберн-Норт - Окуку - Уайтрок - Каст - Фернсайд - Спрингбэнк - Саммерхилл - Участок Рангиора: - Рангиора - Саутбрук |

## Экономика
Большая часть района Уаимакарири имеет плодородные равнины или высокопродуктивные холмы. Большая часть земель к востоку от Рангиоры — это рекультивированные болота, которые всё ещё недостаточно хорошо дренированы и периодически затапливаются.
Северо-западная часть округа представляет собой холмистую и высокогорную местность. Эти холмы, включая горы Оксфорд, Ричардсон, Томас и Грей, доминируют в западном ландшафте округа.
Исторически сложилось так, что в округе преобладало обширное сельское хозяйство и скотоводство с небольшим количеством крупных производств. В последнее время появилось много новых небольших хозяйств; некоторые из них используются для садоводческих предприятий с полной или частичной занятостью, включая выращивание овощей и цветов.
В округе есть несколько крупных промышленных предприятий. Крупный завод по производству древесноволокнистых плит в Сефтоне использует местные древесные ресурсы. Другие отрасли — это в основном небольшие предприятия сферы услуг и переработки, некоторые из которых также используют местные лесные ресурсы.
Округ Уаимакарири отличается высоким уровнем коммуникаций. Главная магистральная железная дорога Южного острова и Государственное шоссе 1 пересекают восточную часть округа. В округе также есть аэродром в Рангиоре, и он находится недалеко от международного аэропорта Крайстчерч. Постоянно совершенствуются телекоммуникации.

## Отдых и развлечения
Округ предлагает широкий спектр возможностей для отдыха. Здесь есть песчаные пляжи, эстуарии, речные ущелья и разветвлённые реки, где открываются возможности для рыбалки, катания на лодках и рафтинга.
По реке Уаимакарири можно покататься на гидроцикле, каяке, порыбачить, а неподалёку находятся песчаные пляжи. Округ также предлагает возможность насладиться парусным спортом на озере Пегас, верховой ездой, экскурсиями по фермам и еженедельными фермерскими рынками.
Предгорья и горы предлагают разнообразные возможности для прогулок. Постоянно развиваются новые пешеходные маршруты, открываются официальные зоны отдыха по всему округу.

## Образование
В округе Уаимакарири действует 20 государственных, и три государственные интегрированные начальные школы, а также две районные школы, где занимаются ученики с 1 по 13 классы — одна в Оксфорде, и одна в Рангиоре (Рангиора Нью-Лайф). В округе работают две средние школы: Средняя школа Рангиора и Средняя школа Каиапои. Многие начальные школы пользуются хорошей поддержкой местного населения, в округе открывается всё больше дошкольных учреждений.